# Sos Mi Vida: Martín & Monita
Sos Mi Vida: Martín & Monita is een Argentijnse telenovela. In totaal zijn er 231 afleveringen.

## Korte inhoud
SOS Mi Vida vertelt het verhaal van Esperanza "Monita" Muños (Natalia Oreiro) en Martín Quesada (Facundo Arana). Monita is een beroemde bokser die door een handblessure haar carrière even aan de kant moet zetten. Ze gaat op zoek naar een nieuwe baan en komt zo terecht bij Grupo Quesada, het bedrijf van Martín Quesada. De twee worden op slag verliefd, maar er is een klein probleem. Zowel Martín als Monita hebben een relatie... De serie volgt alle dingen die gebeuren in de nabije omgeving van Martin en Monita, en hoe ze eindelijk toch naar elkaar toegroeien.

## De acteurs
- Natalia Oreiro als Esperanza Muñoz of beter bekend als Monita
- Facundo Arana als Martín Quesada
- Carla Peterson als Constanza Insua, de vrouw van Martín
- Alejandro Awada als Alfredo, de beste vriend van Martín
- Nicolas D`Agostino als Tony, de kleinzoon van de huishoudster van Martín
- Claudia Fontan als Mercedes, de secretaresse van Martín op het bedrijf
- Elias Vinoles als José, de adoptiezoon van Martín.
- Adela Gleijer als Rosa, de huishoudster van Martín
- Ines Palombo als Vicky, de zus van Constanza
- Marcelo Mazzarello als Miguel, de neef van Martín
- Monica Ayos als Turca, de beste vriendin van Monita
- Fabiana Garcia Lago als Kimberly, de vriendin van Monita
- Griselda Siciliani als Debi, de nicht van Martín & de zus van Miguel
- Carlos Belloso als Quique, de 'stiefbroer' van Monita & de zoon van Nieves
- Dalma Milevos als Nieves, de vrouw die Monita altijd heeft opgevangen.
- Mike Amigorenaals Rolando Martinez, de concurrent van Martín die ook doet aan racen
- Pablo Cedron als Falucho, de beste vriend van Miguel
- Gustavo Bermudez als Lobo, de vorige trainer + vriend van Monita
- Thelma Fardín de oudste adoptiedochter van Martín en de zus van José
- Ornella Fazio de jongste adoptiedochter van Martín en de zus van José